# Лигу, Даниэль
Даниэль Лигу фр. Daniel Ligou (1921—2013) — французский историк, внесший большой вклад в изучение истории масонства. Он являлся братом-близнецом поэта Роберта Лигу.

## Биография
Даниэль Лигу стал профессором истории в 1947 году. Профессор университета в Дижоне, где и преподавал с 1963 по 1989 год. Основная его научная деятельность посвящена масонологии, то есть, истории масонства. Его основным трудом является «Словарь масонства», который периодически дополняется и переиздаётся. Словарь масонства — это авторитетное научное издание в котором исследуется масонство и его история. Последнее издание вышло в 2006 году.
Даниэль Лигу был членом ложи Великого востока Франции «Apes Mellificant».
Даниэль Лигу скончался 6 июля 2013 года на 92-м году в Дижоне.

## Публикации
- Montauban à la fin de l’Ancien Régime et aux débuts de la Révolution (1787—1794), Paris, M. Rivière, 1958.
- Histoire du socialisme en France (1871—1961), Paris, Presses universitaires de France, 1962.
- La Loge maçonnique de Sorèze de 1786 à 1815, Albi, Archives départementales, 1963.
- Chansons maçonniques (18 et 19 siècles), choisies et commentées par Daniel Ligou, Paris, Cercle des amis de la bibliothèque initiatique, 1972.
- Sur l’histoire de la Franc-Maçonnerie. Une " Maçonologie " scientifique est-elle possible ?, Paris, Garnier frères, 1972.
- (dir.), Dictionnaire universel de la franc-maçonnerie. Hommes illustres, pays, rites, symboles, avec la collaboration de Daniel Beresniak et Marian Berlewi, Paris, Éditions de Navarre-Éditions du Prisme, 1974 ; plusieurs rééditions, dernière: (éd.), Dictionnaire de la franc-maçonnerie, (avec Georges Alquier, Robert Amadou], Paul Anxionnaz, etc.), Paris, Presses Universitaires de France, " Quadrige Dicos Poche ", 2004, rééd. 2006.
- La Franc-maçonnerie, textes choisis et présentés par Daniel Ligou, Paris, Presses universitaires de France, 1977.
- Anderson’s constitutions, (1723), texte anglais de l'édition de 1723, introduction, traduction et notes par Daniel Ligou, Paris, Lauzeray, " Scripta ac fontes Ordinis latomorum. Textes et sources de l’Ordre maçonnique ", 1978.
- avec l’abbé J.-C. Desbrosse, La Franc-maçonnerie à Chalon-sur-Saône et à Mâcon au XVIII siècle, Paris, Lauzeray, 1979.
- Histoire des francs-maçons en France, Toulouse, Privat, 1981
- Commentaires sur les écrits maçoniques de Joseph de Maistre. Romantisme. Année 1985. Vol.15. N°48 ;pp.112-113.
- Franc-maçonnerie et Révolution française (1789—1799). Franc-maçonnerie et révolutions, Paris, Chiron-Detrad, 1989.

### Переизданные авторы
Даниэль Лигу способствовал переизданию многих масонских публикаций следующих авторов:
- Этьен-Франсуа Базо (1782—186 ?)
- Альберт Лантонэ (1859—1949)
- Ледбитер, Чарлз Уэбстер (1848—1934)
- Гастон Мартен (1886—1960)
- Габриэль-Луи Перо (1700—1767)
- Клод-Антуан Тори (1757—1827)
- Пьер Жерар Вассаль (1769—1840)